# Ipsilon Networks
Ipsilon Networks fue una compañía de redes informáticas qué se especializó en la conmutación de direcciones IP durante los años 90.
El primer producto llamado IP Switch ATM 1600 fue anunciado en marzo de 1996 por 46,000 dólares.
Su conmutador usaba hardware de Modo de Transferencia Asíncrona (ATM) combinado con el encaminamiento de Protocolo del Internet.
La compañía tuvo un papel en el desarrollo del protocolo de red Multiprotocol Label Switching (MPLS). La compañía publicó las primeras propuestas relacionadas con la conmutación por etiquetas, pero no logró alcanzar la cuota del mercado que esperaba y fue adquirida por Nokia en diciembre de 1997 por 120 millones de dólares. El presidente en ese momento era Brian NeSmith, y estaba localizada en Sunnyvale, California.